# كلة غة (مقاطعة تشرداول)
كلة غة (بالفارسية: کله گه) هي قرية تقع في قسم زردلان الريفي (مقاطعة تشرداول) في إيران. يقدر عدد سكانها بـ 32 نسمة .